# Hans Fackelmann
Hans Fackelmann (auch Johann, * 24. November 1933 in Macea, Königreich Rumänien; † 30. Juli 1979 in Timișoara, Sozialistische Republik Rumänien) war ein rumänischer Architekt und Hochschullehrer.

## Leben
Hans Fackelmann entstammte der Volksgruppe der Banater Schwaben. Nach dem Besuch des Gymnasiums Moise Nicoara in Arad studierte er von 1953 bis 1958 Architektur am Architekturinstitut Ion Mincu in Bukarest. Zwischen 1958 und 1970 war Fackelmann am Entwurfsinstitut „Iprotim“ in Timișoara tätig, um 1970 an die Abteilung für Architektur und Systematisierung der Baufakultät des Polytechnischen Instituts „Traian Viua“ zu wechseln.
Im Jahr 1959 erbaute Fackelmann das Krankenhaus in Bozovici. 1960 und 1961 schuf er die Pläne für den Gebäudekomplex der Universität des Westens Timișoara, der bis 1965 fertiggestellt wurde. Zusammen mit seiner Ehefrau Aurelia (1933–1991) erstellte er 1967 die Baupläne für das 1969 fertiggestellte Musik-Lyzeum Ion Vidu in Timișoara. Im gleichen Jahr wurde nach seinen Plänen der Verwaltungssitz des Wasserkraftwerks Eisernes Tor realisiert. Von 1970 bis 1985 arbeitete er zusammen mit Aurelia an den Gebäuden der Landwirtschaftlichen und Veterinärmedizinischen Universität des Banat. Von 1980 bis 1982 wurde die Polytechnische Universität Timișoara nach ihren Plänen errichtet.
Neben seiner Architekturarbeit an den Universitätsgebäuden konzipierte Fackelmann zwischen 1976 und 1979 die katholische Kirche in Dumbrăvița und zwischen 1972 und 1976 die am 26. November 1976 geweihte katholische Kirche der Unbefleckten Empfängnis Mariens in Orșova. Der Bau neuer Kirchen im kommunistischen Rumänien war in der Regel nicht gestattet, jedoch erteilte der rumänische Staat eine Ausnahmegenehmigung für den Bau der neuen modernen Kirche im höher gelegenen Neuorschowa, da die alte Kirche des Ortes zusammen mit der tiefer liegenden Altstadt Orschowas um 1972 während des Baus des Staudamms am Eisernen Tor geplant überflutet wurde. Die neue Kirche besticht durch ihre eigenwillige Architektur und Malerei.
Fackelmann war Leiter der Fakultät für Architektur an der Polytechnischen Universität Timișoara. Der Rumänische Architektenverband berief ihn von 1970 bis 1979 zum stellvertretenden Vorsitzenden.
Im Herbst 1978 zog er sich aufgrund einer schweren Krankheit zurück. Er verstarb 1979 und wurde auf dem Friedhof Cimitirul din Calea Lipovei in Timișoara zur Ruhe gelegt.

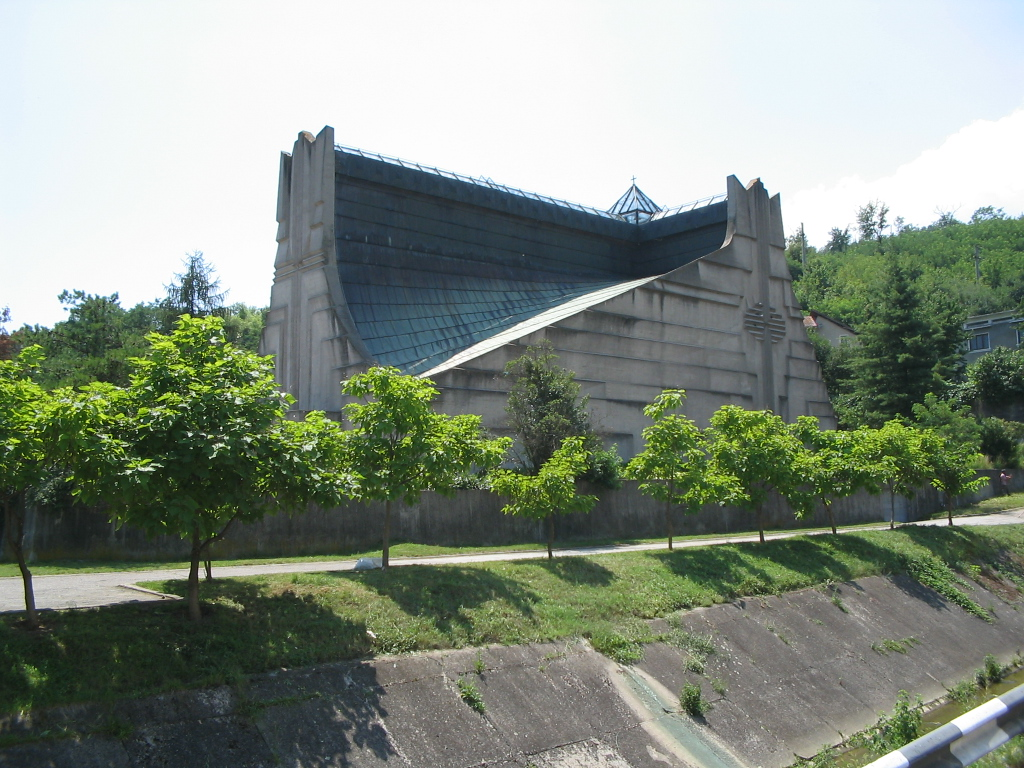
Kirche der „Unbefleckten Empfängnis Mariens“ in Orșova, 2006
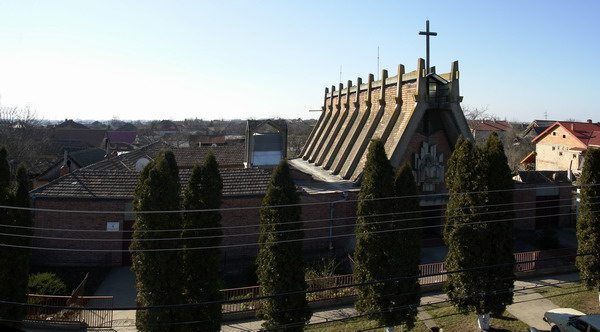
Katholische Kirche in Dumbrăvița, 2010
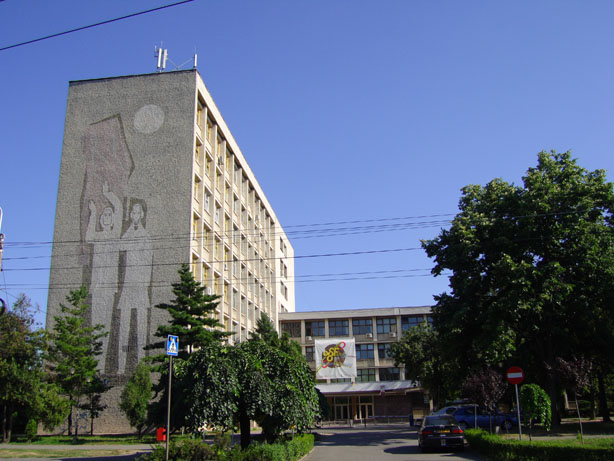
West-Universität Timișoara, 2009
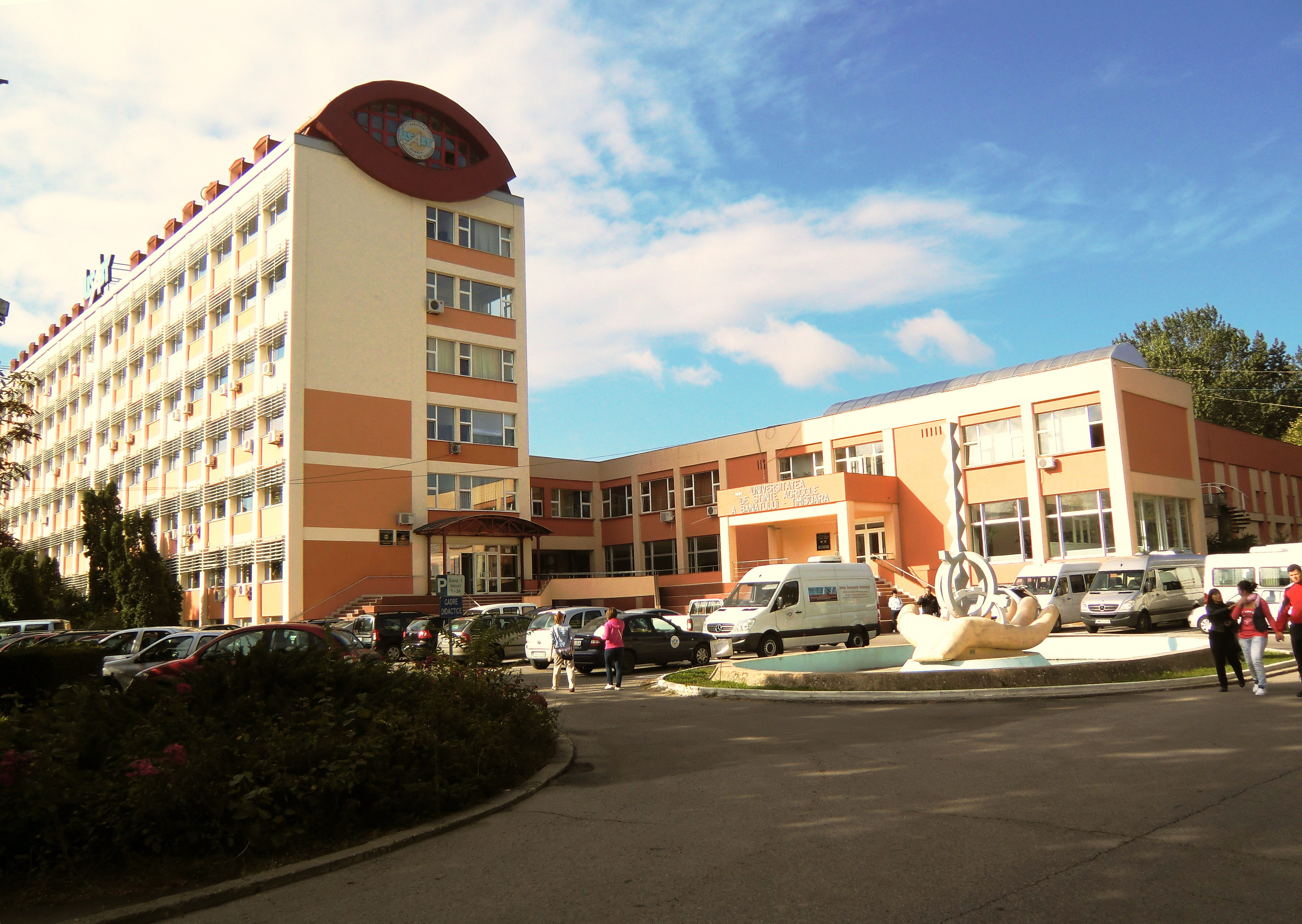
Landwirtschaftliche und Veterinärmedizinische Universität des Banat, 2010
Polytechnische Universität Timișoara, Fakultät für Bauwesen und Architektur, 2010